# Norunda tingslag
Uppsala läns norra domsagas tingslag var ett tingslag i Uppsala län i Uppsala läns norra domsaga. 
Tingslaget bildades 1680 och upphörde 1 januari 1884 (enligt beslut den 12 juni 1882 och den 5 oktober 1883) då den uppgick i Uppsala läns norra domsagas tingslag.

## Ingående områden
Tingslaget omfattade Norunda härad.